# Seitaro Ichinohe
Seitaro Ichinohe (* 25. Januar 1996 in Bihoro, Hokkaidō) ist ein japanischer Eisschnellläufer.

## Werdegang
Ichinohe trat international erstmals bei den Olympischen Jugend-Winterspielen 2012 in Innsbruck in Erscheinung. Dort gewann er die Bronzemedaille über 1500 m und jeweils die Silbermedaille über 3000 m und im Massenstart. Sein Debüt im Weltcup hatte er im November 2013 in Calgary, das er auf dem 11. Platz in der Teamverfolgung beendete. Bei den Juniorenweltmeisterschaften 2014 in Bjugn holte er die Silbermedaille in der Teamverfolgung und im folgenden Jahr in Warschau die Bronzemedaille in der Teamverfolgung. Seine ersten Einzelrennen im Weltcup absolvierte er Ende Januar 2015 in Hamar und belegte dabei in der B-Gruppe den 22. Platz über 5000 m und den 15. Rang über 1500 m. In der Saison 2016/17 gewann er bei den Winter-Asienspielen 2017 in Obihiro jeweils die Bronzemedaille über 5000 und 10.000 m und bei der Winter-Universiade 2017 in Almaty die Silbermedaille über 5000 m. Im Dezember 2017 erreichte er in Calgary mit dem zweiten Platz in der Teamverfolgung seine erste Podestplatzierung im Weltcup. Bei den Olympischen Winterspielen 2018 in Pyeongchang wurde er Neunter über 5000 m und Fünfter in der Teamverfolgung. In der Saison 2018/19 kam er im Weltcup über 1500 m dreimal unter die ersten Zehn, darunter Platz zwei in Tomaszów Mazowiecki und errang damit den vierten Platz im Weltcup über 1500 m. Zudem siegte er in Tomaszów Mazowiecki in der Teamverfolgung und belegte in Tomakomai den dritten Platz in der Teamverfolgung. Bei den Einzelstreckenweltmeisterschaften 2019 in Inzell lief er auf den fünften Platz im Massenstart und jeweils auf den vierten Rang über 1500 m und in der Teamverfolgung. In der folgenden Saison wurde er in Tomaszów Mazowiecki und in Nagano jeweils Zweiter in der Teamverfolgung. Bei den Einzelstreckenweltmeisterschaften 2020 in Salt Lake City gewann er die Silbermedaille in der Teamverfolgung. Zudem errang er dort den 14. Platz über 5000 m und den sechsten Rang über 1500 m. Ende Februar 2020 holte er bei der Eisschnelllauf-Mehrkampfweltmeisterschaft 2020 in Hamar die Bronzemedaille im Vierkampf.
Ichinohe wurde 2019 japanischer Meister über 1500 m, 5000 m und im Massenstart.

## Persönliche Bestzeiten
- 500 m      36,17 s (aufgestellt am 29. Februar 2020 in Hamar)
- 1000 m    1:11,86 min (aufgestellt am 26. November 2016 in Shibukawa)
- 1500 m    1:42,36 min (aufgestellt am 16. Februar 2020 in Salt Lake City)
- 3000 m    3:40,83 min (aufgestellt am 13. Oktober 2018 in Nagano)
- 5000 m    6:12,80 min (aufgestellt am 1. Dezember 2017 in Calgary)
- 10.000 m    13:07,88 min (aufgestellt am 1. März 2020 in Hamar)

## Teilnahmen an Weltmeisterschaften und Olympischen Winterspielen

### Olympische Spiele
- 2018 Pyeongchang: 5. Platz Teamverfolgung, 9. Platz 5000 m

### Einzelstrecken-Weltmeisterschaften
- 2019 Inzell: 4. Platz Teamverfolgung, 5. Platz 1500 m, 5. Platz Massenstart
- 2020 Salt Lake City: 2. Platz Teamverfolgung, 6. Platz 1500 m, 14. Platz 5000 m

### Mehrkampf-Weltmeisterschaften
- 2020 Hamar: 3. Platz Großer-Vierkampf

## Weltcupsiege im Team
| Nr. | Datum            | Ort                 | Disziplin        |
| --- | ---------------- | ------------------- | ---------------- |
| 1.  | 7. Dezember 2018 | Tomaszów Mazowiecki | Teamverfolgung 1 |